# 외티콘역
외티콘역(독일어: Uetikon)은 스위스 취리히주에 있는 취리히호 우안선에 있는 기차역이다. 역 이름은 외티콘 암 제 시정촌에서 따온 것으로 해당 시정촌과 메네도르프의 인접 시정촌 경계에 있다.

## 역사
외티콘역은 1894년 슈바이처리쉬 노르도스트반(NOB)에 의해 취리히 - 마일렌 - 라퍼스빌 노선의 시운전으로 개통되었다. 1902년에는 스위스 연방 철도에 통합되었다.
이 역은 외티콘 암 제의 도시 중심부의 남쪽 가장자리에 위치해 있다. 이 역은 두 개의 플랫폼, 즉 중앙 승강장과 세 개의 통과 트랙이 접근하는 측면 승강장을 가지고 있다. 여기에 다른 세 개의 통과 트랙이 존재한다. 역의 북서쪽에는 산업 지역을 연결하는 우회로가 있다.
철도 용어로, 역은 취리히호 우안선으로 더 잘 알려진 취리히-마일렌-라퍼스빌선에 있다. 인접한 역으로는 취리히 방향 마일렌역과 라퍼스빌 방향 메넨도르프역이 있다.

## 운행편
이 역의 철도 서비스는 스위스 연방 철도에서 제공하며, 역에는 다음 여객 열차가 운행된다.
- S6 바덴 AG – 레겐스도르프-바트 – 하르트브뤼케 – 취리히 HB – 외티콘
- S7 빈터투어 – 클로텐 – 하르트브뤼케 – 취리히 HB – 마일렌 – 라퍼스빌
- S16 취리히 플루크하펜 – 하르트브뤼케 – 취리히 HB – 헤를리베르크-펠트마일렌 (– 마일렌) 서비스는 오후/밤에만 도착한다.
- S N7 바서스도르프, 취리히 HB - 마일렌 - 슈테파